# 鈴木義男
鈴木 義男（すずき よしお、1894年1月17日 - 1963年8月25日）は、日本の政治家、法学者、弁護士。位階は正三位、勲等は勲一等。
衆議院議員（7期）、司法大臣・法務総裁を歴任。日本国憲法における生存権の制定・平和主義の誕生に寄与した。

## 来歴
1894年（明治27年）1月17日に福島県西白河郡白河町で生まれる。その後、東北学院普通科に進学し、同学校の第2代院長のD.B.シュネーダーら宣教師たちからキリスト教に基づく教育を受けた。同校卒業後は、仙台の第二高等学校（旧制二高）に進学した。そして東京帝国大学に進学し、美濃部達吉・吉野作造・牧野英一らのもとで学んだ。卒業後は同大の助手を務め、任期満了後の1921年（大正10）年から2年８ヶ月にわたり、欧米留学に向かった。帰国直後の1924年（大正13）年3月より、東北帝国大学教授に就任した。同大学では、行政法・社会法の講義を担当した。しかし、在任中に「軍事教育批判」に関する論考を『河北新報』に掲載したことから当局からにらまれ、1930年（昭和５）年５月、東北帝国大学を辞職。その直後の６月、東京で弁護士事務所を開き、弁護士に転身した。また、法政大学法学部の教授を兼務し、行政法を講義する。
弁護士時代には、志賀暁子堕胎事件、帝人事件の弁護などを担当したほか、治安維持法違反事件の弁護に尽力した。鈴木が弁護士した者は、河上肇、山田盛太郎、大内兵衛、鈴木茂三郎、美濃部亮吉、宇野弘蔵、有澤廣巳、宮本百合子などがいた。また、李光洙ら修養同友会の治安維持法違反の弁護も鈴木が担当している。
第二次世界大戦後、日本社会党の結成に関わり憲法草案の作成に関与。また、高野岩三郎が中心となって結成した「憲法研究会」にも参加し、憲法草案作成に携わる。1946年衆議院選挙で福島全県区にて日本社会党より出馬、初当選。制憲議会と言われた第90回帝国議会で発足した帝国憲法改正案委員小委員会（委員長が芦田均であったため「芦田小委員会」とも呼ばれる）では、日本社会党の代表者として参加。24人のメンバーからなり、秘密会として非公開で行われた小委員会の議論では、委員長の芦田の次に発言回数が多かったという。
鈴木が関与した条文の多くは、GHQ草案などにもなかったもので、特に日本国憲法第25条の生存権規定成立には、鈴木義男の果たした役割が大きかったことが最近の研究でも指摘されている。1946年8月1日、帝国憲法改正案小委員会の第7回審議において、「それならば生存権は最も重要な人権です」という鈴木の気迫のこもった一言で、委員会の流れが生存権承認の方向に変わった。
中選挙区制では福島2区に転じ、衆議院議員7期（所属政党は日本社会党→社会党右派→日本社会党→民主社会党）。この間、1947年（昭和22年）から1948年（昭和23年）まで片山内閣・芦田内閣で司法大臣・法務総裁を務めた。その後、専修大学学長・学校法人専修大学理事長・東北学院院長にもなった。
議員在職中の1963年（昭和38年）8月25日、聖路加国際病院で死去した。69歳没。同月27日、特旨を以て位六級を追陞され、死没日付で正六位から正三位勲一等に叙され瑞宝章を追贈された。葬儀は青山学院礼拝堂で行われた。追悼演説は同年10月15日、衆議院本会議で八田貞義により行われた。

## 人物
- 歴史学者油井大三郎は孫[7]。
- ギダンさんの愛称で親しまれた。
- 東北学院大学で、弁護士時代の鈴木の研究がされている[8]。

## 帝国議会・国会での委員
- 第90回帝国議会衆議院帝国憲法改正小委員会委員[9]

## 著書
- 『二色刷六法全書 参考条文加除自在』監修　創造社　1932
- 『選挙違反刑罰の実例 量刑研究資料』編　有斐閣　1937
- 『新憲法読本』鱒書房　1948
- 『新選擧運動の解説 政治資金規正法と改正選擧法について』神谷尚男・本田正義共著　近代書房　1948
- 『社会主義のおはなし』東京教育研究所　1954
- 『判例訴因法』横井大三共著　日本評論新社　1956　社会科学双書

## 伝記
- 鈴木義男伝記刊行会 編『鈴木義男』鈴木義男伝記刊行会、1964年12月24日。(要登録)

## ドキュメンタリー
- ETV特集「義男さんと憲法誕生」（2020年5月2日、NHK Eテレ）[10]